# Dancing Machine
Dancing Machine er en fransk film fra 1990 af Gilles Béhat.

## Medvirkende
- Alain Delon som Alan Wolf
- Claude Brasseur som Michel Eparvier
- Patrick Dupond som Chico
- Étienne Chicot som Le Guellec
- Tonya Kinzinger som Daphné
- Marina Saura som Ella Cebrian
- Consuelo de Haviland som Liselote Wagner